# Félix Bergés
Félix Bergés (Madrid, 1960) és un tècnic d'efectes especials espanyol, guanyador de vuit premis Goya als millors efectes especials.
Astrofísic de formació, es va dedicar professionalment a desenvolupar codis informàtics. Després va assistir a rodatges de pel·lícules i es va dedicar al cinema. El 2004 va fundar la societat El Ranchito encarregada de realitzar efectes especials. El 1998 va guanyar el primer Goya als millors efectes especials per El milagro de P. Tinto. Tornaria a guanyar el 2000 per La comunidad, el 2002 per 800 balas, el 2005 per Frágiles, el 2009 per Agora, el 2012 per The Impossible, el 2016 per Un monstre em ve a veure. Ha estat nominat el 2000 per El arte de morir, el 2001 per The Others i Intacto, el 2002 per El robo más grande jamás contado, el 2004 per Crimen ferpecto, el 2006 per Los fantasmas de Goya, el 2013 per Zipi y Zape y el club de la canica, el 2018 per La sombra de la ley i el 2019 per Perdiendo el este.
També ha guanyat dos premis de la Visual Effects Society, un per The Impossible i l'altre pel seu treballa a la sèrie Game of Thrones.